# RAW (revista)
RAW foi uma antologia editada por Art Spiegelman e Françoise Mouly e publicado pela Mouly de 1980 a 1991. Foi uma publicação emblemática do movimento de quadrinhos alternativos dos anos 1980, servindo como um contraponto mais intelectual a revista Weirdo de Robert Crumb, seguindo a tradição underground de outras publicações como Zap Comix e Arcade, esta última também editada por Spiegelman. Junto com a revista Heavy Metal, foi também um dos principais locais para a banda desenhada europeia nos Estados Unidos em sua época.

## História
RAW é uma coletânea de contribuições de artistas americanos e europeus (incluindo alguns dos alunos de Spiegelman na Escola de Artes Visuais), bem como vários colaboradores de outras partes do mundo, incluindo a dupla da Argentina José Antonio Muñoz e Carlos Sampayo, o pintor congolês Chéri Samba e vários cartunistas japoneses conhecidos por seu trabalho na revista Garo.
Apesar dos quadrinhos serem o foco principal, muitas vezes publicou matérias não ilustradas, em prosa ilustrada ou não, e obras de não-ficção, por exemplo, RAW Volume 2 Nº 2 caracterizou um dos primeiros artigos completos publicados sobre Henry Darger, com reproduções coloridas de suas pinturas e diários. RAW também frequentemente publicou obras de domínio público de cartunistas e ilustradores de significado histórico, como George Herriman, Gustave Doré, e Winsor McCay.
O trabalho mais famoso a entrar nas páginas da RAW foi a graphic novel premiada com o Pulitzer, "Maus",  de Art Spiegelman. Que foi publicado como uma série pela RAW. Capítulos individuais foram embalados em pequenas histórias em quadrinhos vinculados dentro de cada edição da RAW Volume 1, começando na RAW nº 2.

## Edições

### Volume 1
1. (Jul. 1980) - "The Graphix Magazine of Postponed Suicides"
2. (Dez. 1980) - "The Graphix Magazine for Damned Intellectuals"
3. (Jul. 1981) - "The Graphix Magazine That Lost Its Faith in Nihilism"
4. (Mar. 1982) - "The Graphix Magazine for Your Bomb Shelter's Coffee Table"
5. (Mar. 1983) - "The Graphix Magazine of Abstract Depressionism"[2]
6. (Mai. 1984) - "The Graphix Magazine That Overestimates the Taste of the American Public"
7. (Mai. 1985) - "The Torn-Again Graphix Magazine"
8. (Set. 1986) - "The Graphic Aspirin for War Fever"

### Volume 2
1. (1989) - "Open Wounds from the Cutting Edge of Commix"
2. (1990) - "Required Reading for the Post-Literate"
3. (1991) - "High Culture for Lowbrows"

## Cartunistas
Alguns cartunistas importantes que publicaram pela na RAW:
| - Bazooka - Lynda Barry - Mark Beyer - Tomas Bunk - Charles Burns - Sue Coe - Robert Crumb - Kim Deitch - Julie Doucet - Pascal Doury - Heinz Emigholz - Drew Friedman - Rick Geary - Justin Green - Bill Griffith - Fletcher Hanks - Kamagurka - Ben Katchor - Kaz | - Jacques de Loustal - Francis Masse - Richard McGuire - Lorenzo Mattotti - Ever Meulen - Jerry Moriatry - Françoise Mouly - Mark Newgarden - Gary Panter - Kiki Picasso - Chéri Samba - Art Spiegelman - Suehiro Maruo - Joost Swarte - Robert Sikoryak - Jacques Tardi - Yoshiharu Tsuge - Chris Ware |